# Agrinierite
L'agrinierite è un minerale.